# シュタインバッハ・アム・ヴァルト
シュタインバッハ・アム・ヴァルト（ドイツ語: Steinbach am Wald、公式には Steinbach a.Wald）は、ドイツ バイエルン州 オーバーフランケン行政管区のクローナハ郡に属する町村（以下、本項では便宜上「町」と記述する）。シュタインバッハ・アム・ヴァルトの名前は、この自治体内の地区名に由来する。

## 地理

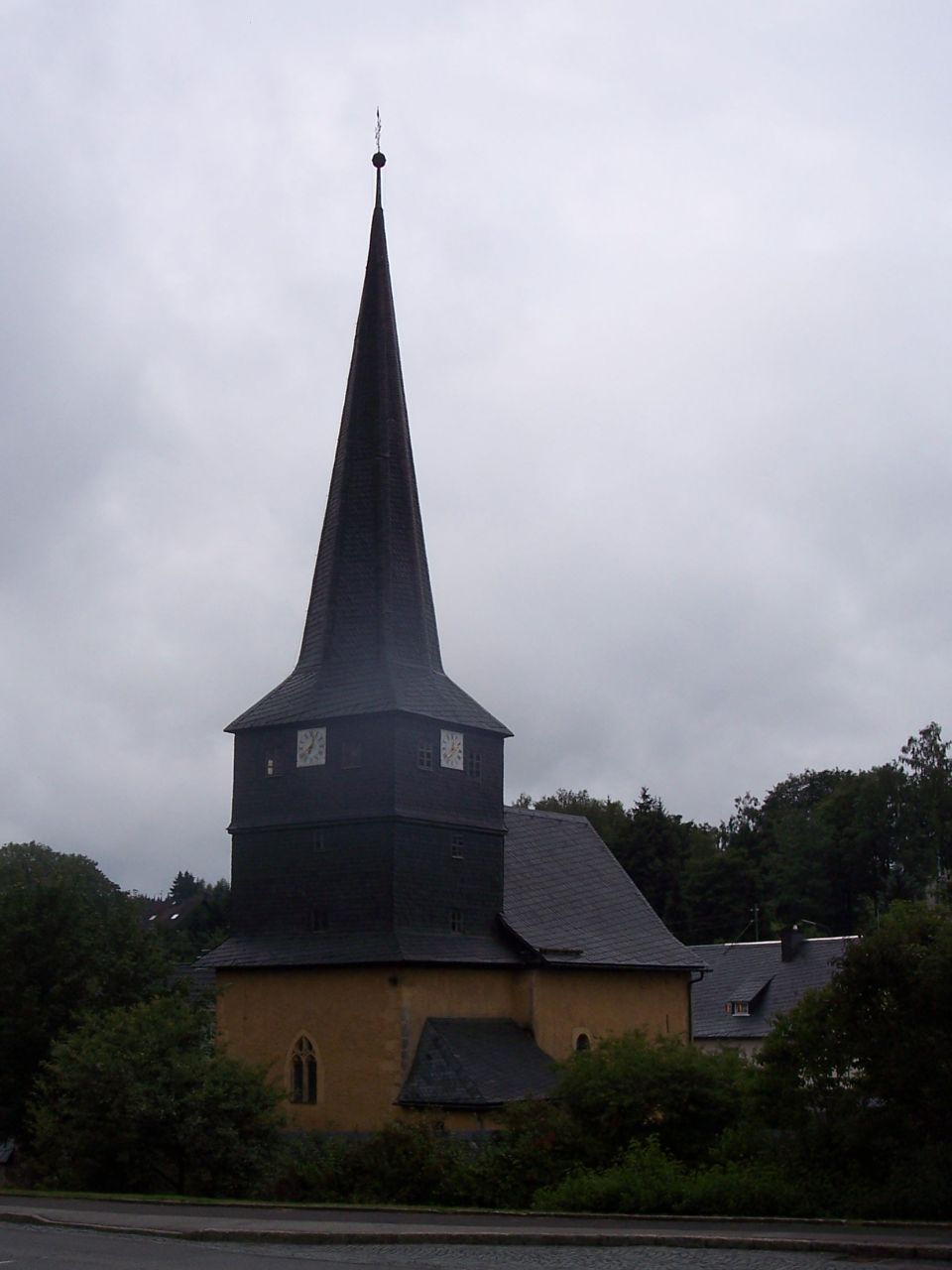
聖ヨハネス・バプティスタ自衛教会堂

### 位置
ドイツ全土に知られる保養地シュタインバッハは、クローナハ郡北部、レンシュタイク沿いに位置している。

### 自治体の構成
この町は、公式には9つの地区 (Ort) からなる。このうち孤立農場などを除く集落を以下に列記する。
- ブーフバッハ
- ヒルシュフェルト
- ケールバッハ
- シュタインバッハ・アム・ヴァルト
- ヴィントハイム

## 歴史
この集落は1190年に「Steynbach」の名前で初めて史料に登場する。1338年まではラングハイム修道院の大管区の一つである「Eygen Teuschnitz（トイシュニッツ所領地）」に属した。この管区はバンベルク司教領に売却された。その後、世俗化によりシュタインバッハ・アム・ヴァルトはバイエルン王国に属することとなった。かつては独立した自治体であったヒルシュフェルト、ヴィントハイムおよびブーフバッハが合併し、1978年に新たな自治体としてのシュタインバッハ・アム・ヴァルトが創設された、

## 行政

### 議会
シュタインバッハ・アム・ヴァルトの議会は、兼任の首長を含めて17議席である。

### 紋章
紋章の図柄：青地。下部を銀色の波状分割線が横切っている。その前面に金の杯、その中から修道院長の杖が見える。その左側に図案化されたユリ、右側には上段に1つ下段に2つと配置された計3つの球が描かれる。

## 引用
1. ↑  https://www.statistikdaten.bayern.de/genesis/online?operation=result&code=12411-003r&leerzeilen=false&language=de Genesis-Online-Datenbank des Bayerischen Landesamtes für Statistik Tabelle 12411-003r Fortschreibung des Bevölkerungsstandes: Gemeinden, Stichtag (Einwohnerzahlen auf Grundlage des Zensus 2011)
2. ↑  Bayerische Landesbibliothek Online